# Prekrižje Plešivičko
Prekrižje Plešivičko je naseljeno mjesto u Republici Hrvatskoj u Zagrebačkoj županiji.

## Zemljopis
Administrativno je u sastavu Grada Samobora. Donošenjem Zakona o području županija, gradova i općina 2006. godine, Prekrižje Plešivičko, bez suglasnosti mještana, stavljen u sastav Grada Jastrebarskog. Nakon dvije godine sudovanja, Ustavni sud uvažio je argumentaciju Grada Samobora glede slučaja stavljanja Prekrižja Plešivičkog iz područja grada Samobora u Jastrebarsko te vratio Prekrižje Plešivičko u samoborske granice. Naselje se proteže na površini od 2,45 km².

## Stanovništvo
Prema popisu stanovništva iz 2011. godine Prekrižje Plešivičko ima 18 stanovnika. Gustoća naseljenosti iznosi 7,34 st./km².
| broj stanovnika | 44    | 50    | 61    | 66    | 53    | 56    | 60    | 69    | 61    | 60    | 49    | 43    | 45    | 29    | 24    | 18    | 16    |
|                 | 1857. | 1869. | 1880. | 1890. | 1900. | 1910. | 1921. | 1931. | 1948. | 1953. | 1961. | 1971. | 1981. | 1991. | 2001. | 2011. | 2021. |